# ロックス・ザ・ウェスト
『ロックス・ザ・ウェスト』（Rocks the West）は、カリフォルニア・ギター・トリオが1999年10月に録音し、2000年に発表したライブ・アルバム。

## 解説
トニー・レヴィンとスティーヴ・ジャンセンがゲスト参加した。収録曲「ウォーターズ・オブ・エデン」はレヴィンの曲で、アルバム『ウォーターズ・オブ・エデン』（2000年）には、カリフォルニア・ギター・トリオをゲストに迎えたスタジオ録音のヴァージョンが収録されている。「ブルーアイド・モンキー」は、ジャンセンが客席からステージへ歩きながら演奏したサクソフォーン・ソロで、本作に収録された聴衆の笑い声は、ジャンセンの近くを歩いていた観客の尻に向けて、警笛のような音を鳴らした時のものである。
Tom Schulteはオールミュージックにおいて5点満点中4.5点を付け「ベートーヴェンの"Symphony No. 9"、ムソルグスキーの"Pictures at an Exhibition"といったクラシックの楽曲に、見事な編曲を施している。さらに、"Bohemian Rhapsody"やエリントンの"Caravan"といった、より新しい名曲の編曲も聴ける」と評している。また、Michael AskounesはAll About Jazzにおいて、「ボヘミアン・ラプソディ」のアレンジを「あまりにも仰々しい」と批判する一方、全体像に関して「クラシック、ジャズ、ロカビリーなど、あらゆる領域の音楽に取り組み、この6弦楽器の可能性を魅惑的な形で提示している」と評し、「ベートーヴェン：交響曲第9番『合唱』」および「六段」を、編曲の成功例として挙げている。

## 収録曲
特記なき楽曲はバート・ラムズ、ポール・リチャーズ、森谷英世の共作。
1. スクランブル - "Scramble" - 2:22
2. ベートーヴェン：交響曲第9番「合唱」 - "Symphony No. 9" (Ludwig van Beethoven) - 8:58
3. ボヘミアン・ラプソディ - "Bohemian Rhapsody" (Freddie Mercury) - 5:46
4. キャラヴァン - "Caravan" (Duke Ellington, Irving Mills, Juan Tizol) - 3:34
5. プンタ・パトリ - "Punta Patri" (Bert Lams) - 4:19
6. ウォーターズ・オブ・エデン - "Waters of Eden" (Tony Levin) - 4:27
7. ブルーアイド・モンキー - "Blue-Eyed Monkey" (Bill Janssen) - 1:59
8. パスウェイズ - "Pathways" - 4:58
9. 展覧会の絵 - "Pictures at an Exhibition" (Modest Mussorgsky) - 3:59
10. ハッピー・タイム・イン・ファン・タウン - "Happy Time in Fun Town" (B. Lams, Paul Richards, Hideyo Moriya, T. Levin, B. Janssen) - 3:16
11. ミザルー - "Misirlou" (Chaim Tauber, Fred Wise, Milton Leeds, Nicholas Roubanis) - 2:04
12. 六段 - "Rokudan" (Kengyo Yatsuhashi) - 1:50
13. ブロックヘッド - "Blockhead" (P. Richards) - 4:38

## 参加ミュージシャン
- バート・ラムズ - アコースティック・ギター
- ポール・リチャーズ - アコースティック・ギター
- 森谷英世 - アコースティック・ギター

ゲスト・ミュージシャン
- トニー・レヴィン - フレットレスベース、チャップマン・スティック(on #1, #5, #6, #8, #10, #11, #13)
- ビル・ジャンセン - サクソフォーン(on #7, #8, #10, #11, #13)